# Ron Shelton
Ron Shelton (Whittier, 15 settembre 1945) è un regista, sceneggiatore ed ex giocatore di baseball statunitense.
Ha lavorato prevalentemente a film a tematica sportiva.
Prima di iniziare la carriera cinematografica è stato un giocatore minore dei Baltimore Orioles.
È sposato con la canadese Lolita Davidovich, apparsa in tre dei suoi film.
È stato candidato all'Oscar alla migliore sceneggiatura originale nel 1989 per il suo film d'esordio da regista, Bull Durham - Un gioco a tre mani.

## Filmografia

### Regista
- Bull Durham - Un gioco a tre mani (Bull Durham) (1988)
- Scandalo Blaze (Blaze) (1989)
- Chi non salta bianco è (White Men Can't Jump) (1992)
- Cobb (1994)
- Tin Cup (1996)
- Incontriamoci a Las Vegas (Play It to the Bone) (1999)
- Indagini sporche (Dark Blue) (2002)
- Hollywood Homicide (2003)
- È solo l'inizio (Just Getting Started) (2017)

### Sceneggiatore
- Sotto tiro (Under Fire), regia di Roger Spottiswoode (1983)
- Tempi migliori, regia di Roger Spottiswoode (1986)
- Bull Durham - Un gioco a tre mani (Bull Durham) (1988)
- Scandalo Blaze (Blaze) (1989)
- Chi non salta bianco è (White Men Can't Jump) (1992)
- Blue Chips - Basta vincere (Blue Chips), regia di William Friedkin (1994)
- Cobb (1994)
- La grande promessa (The Great White Hype), regia di Reginald Hudlin (1996)
- Tin Cup (1996)
- Incontriamoci a Las Vegas (Play It to the Bone) (1999)
- Hollywood Homicide (2003)
- Bad Boys II, regia di Michael Bay (2003)
- È solo l'inizio (Just Getting Started) (2017)